# Heliophanus machaerodus
Heliophanus machaerodus este o specie de păianjeni din genul Heliophanus, familia Salticidae, descrisă de Simon, 1909. Conform Catalogue of Life specia Heliophanus machaerodus nu are subspecii cunoscute.